# موریتس یان
موریتس یان (آلمانی: Moritz Jahn؛ زادهٔ ۱۷ آوریل ۱۹۹۵) هنرپیشه اهل آلمان است. وی از سال ۲۰۰۷ میلادی تاکنون مشغول فعالیت بوده‌است.
وی بازیگر فیلم‌هایی همچون تاریک و فردا بس می‌کنم بوده‌است.